# Nabłonek węchowy
Nabłonek węchowy – część wyściółki jamy nosowej, w której znajdują się zakończenia włókien nerwu I (węchowego) odbierające bodźce węchowe. Poza komórkami węchowymi wyróżnia się w nabłonku węchowym komórki podporowe i podstawne oraz gruczoły Bowmana. Nabłonek ten znajduje na górnej powierzchni małżowiny górnej, górnej powierzchni małżowiny środkowej oraz na przegrodzie nosa w rzucie wymienionych małżowin.